# Carl Friedrich Abel
Carl Friedrich Abel (Köthen, 1723. december 22. – London, 1787. június 20. vagy 1787. január 22. német zeneszerző és viola da gambaista. Leopold August Abel öccse. Édesapja Christian Ferdinand Abel, a település fő viola da gambaistája volt. Johann Sebastian Bach tanítványa is volt. Később Londonba költözött, itt halt meg alkoholizmusban.